# جیمی هاگن
جیمی هاگن (به انگلیسی: Jimmy Hagan) بازیکن فوتبال زادهٔ ۲۱ ژانویه ۱۹۱۸ اهل انگلستان بود که سابقهٔ بازی در تیم ملی فوتبال انگلستان را در کارنامهٔ خود دارد. وی در تاریخ ۲۶ سپتامبر ۱۹۴۸ تنها بازی ملی خود را در مقابل تیم ملی فوتبال دانمارک انجام داد.